# Cosmopolitan (drink)
Cosmopolitan, ibland också kallad cosmo, är en cocktail-drink som består av cointreau, vodka, tranbärsjuice och färskpressad eller sötad limejuice. Cosmopolitan tillhör drinkfamiljen sour.

## Blandning och servering
International Bartenders Associations recept innehåller citronvodka, Cointreau, tranbärsjuice och färskpressad lime som skakas med is, silas och serveras i ett martiniglas garnerat med citronskal.
Det IBA-godkända receptet innehåller citronvodka, men många andra recept innehåller naturell, ej smaksatt vodka.

## Historia
Cosmopolitans ursprung är höljd i dunkel. Drinken kan spåras så långt bakåt i tiden som till 1920-talet, men det anses allmänt att det nuvarande receptet utvecklades av olika bartendrar i USA, oberoende av varandra under 1980-talet.
Drinken blev mycket populär på 1990-talet när den blev känd som Carrie Bradshaws favoritdrink i tv-serien Sex and the city  och när Madonna sågs dricka en Cosmopolitan på restaurangen Rainbow Room år 1996.